# Chesias legatelloides
Chesias legatelloides là một loài bướm đêm trong họ Geometridae. được Hoffmeyer & Knudson mô tả khoa học vào năm 1938.